# Colégio Santana
O Colégio Santana foi uma tradicional instituição de ensino localizada no bairro de Santana, em São Paulo, Brasil. 

## História
Fundado em 1892, na Avenida Angélica, em Higienópolis, com cinquenta pensionistas e nove órfãs, o colégio foi inicialmente chamado de Colégio de Sagrado Coração de Maria. Em 1894, foi transferido para o bairro de Santana, no alto da colina, onde passou a ser conhecido como Colégio Santana. No início, era um colégio interno para meninas e moças, alinhado aos valores cristãos e aos costumes da época. Com o passar do tempo, a instituição começou a receber alunos de ambos os sexos e deixou de ser um colégio interno, adaptando-se às mudanças sociais e educacionais do século XX.
O alto do bairro de Santana, onde o colégio foi instalado, tornou-se uma área de destaque em São Paulo. Em 1895, foi construída, no terreno do colégio, a Capela de Santa Cruz, com o auxílio de Pedro Doll e da família Baruel. A capela tinha o propósito de romanizar a presença da Igreja Católica no Brasil recém-república, além de atender a população do entorno. Nas proximidades, desenvolveu-se uma população mais abastada, que construiu residências de padrão superior às da várzea do Tietê, aproveitando-se da localização no alto da colina, que era menos suscetível a inundações e possuía “ares montanhosos”, considerados mais saudáveis. Para atender à demanda da região, foram realizadas obras de arruamento, terraplanagem e pavimentação pelas primeiras empresas construtoras da cidade.
O colégio também foi palco de um dos marcos históricos mais importantes do Brasil. Em 3 de junho de 1900, o padre Roberto Landell de Moura realizou a primeira transmissão da voz humana registrada pela imprensa no Brasil. A transmissão conectou aproximadamente 8 km em linha reta, desde o colégio até a avenida Paulista, onde hoje está o MASP. Este feito foi amplamente divulgado pelo Jornal do Commercio, que destacou a inovação e o brilhante êxito do padre em suas experiências com som, luz e eletricidade.
A presença do colégio foi fundamental para o desenvolvimento do bairro de Santana. As irmãs do Colégio Santana desempenharam um papel ativo na modernização da região, sendo responsáveis por mobilizar a instalação da primeira linha telefônica no bairro, o que ocorreu em 16 de maio de 1912, por meio da Companhia Telefônica Brasileira (CTB). Esse foi um marco importante para a comunicação e o progresso local. Além disso, em 1908, as irmãs solicitaram a extensão da linha de bonde elétrico da Ponte Grande até a colina de Santana, facilitando o acesso ao colégio para alunas e funcionários.
Na década de 1960, a diretora do colégio, Irmã Maria Bernadette Leme Monteiro, fundou a Colmeia Recreativa, um projeto social que contribuiu para a formação de meninos pobres da região.

## Legado
Além de sua relevância educacional, o Colégio Santana foi um ponto de referência cultural e social no bairro. O colégio, junto com a capela, o Palacete Baruel e a Biblioteca Narbal Fontes, é considerado um dos marcos culturais de Santana. Sua influência ultrapassava os muros da instituição, impactando a vida social e o desenvolvimento do bairro.
O colégio foi frequentado por diversas personalidades e famílias de destaque. Entre seus alunos mais ilustres, o tricampeão mundial de Fórmula 1, Ayrton Senna, que estudou na instituição entre o 1º e o 4º ano do ensino fundamental, assim como sua irmã, Viviane Senna. Tarcila do Amaral também estudou no colégio.
Após décadas de atuação, o colégio encerrou suas atividades como uma instituição independente e passou a integrar a Elite Rede de Ensino - Santana. Outro marco importante na história do local ocorreu em 7 de junho de 2019, quando foi inaugurada a Unidade Santana da Universidade São Judas Tadeu.

## Galeria

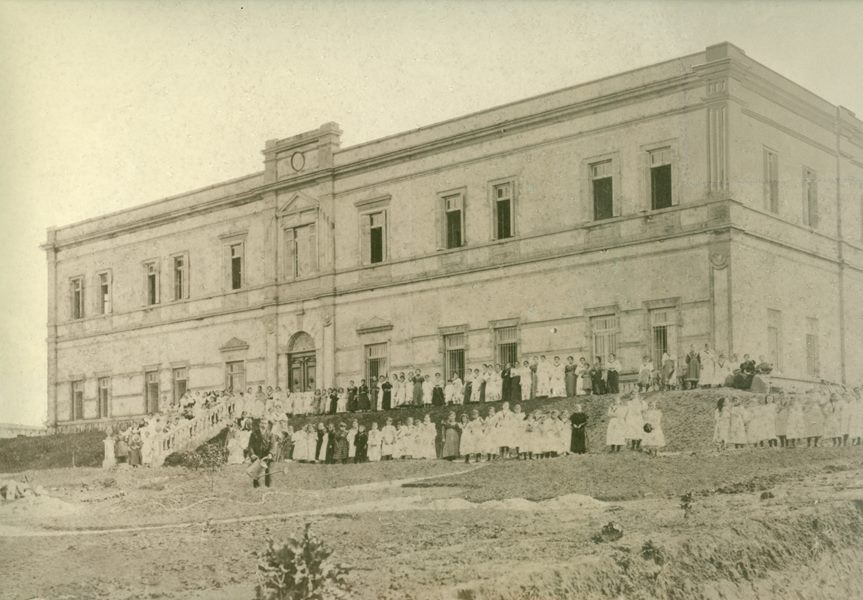
Anos 1890 - Fachada
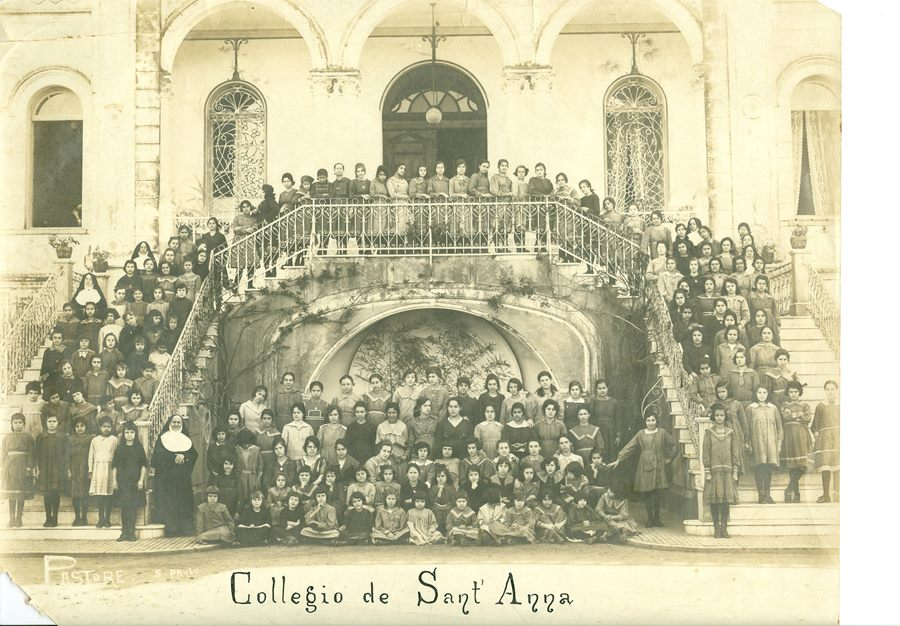
1919 - Alunas, por Vincenzo Pastore (1865-1918)
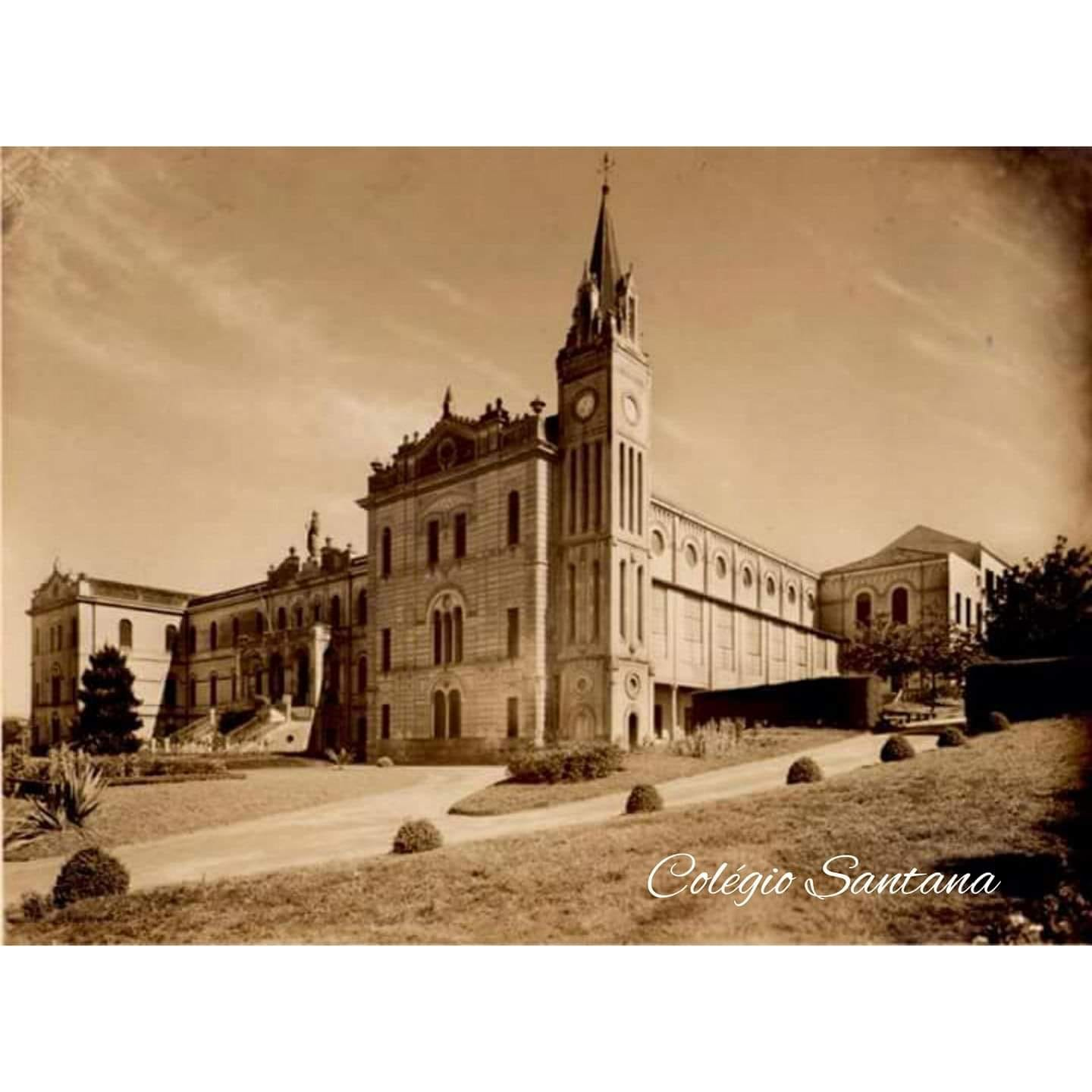
Anos 1920 - Fachada
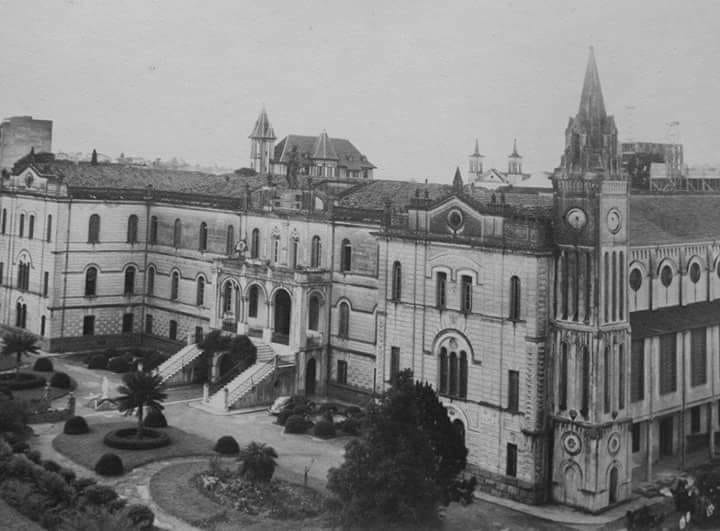
Anos 1930 - Fachada
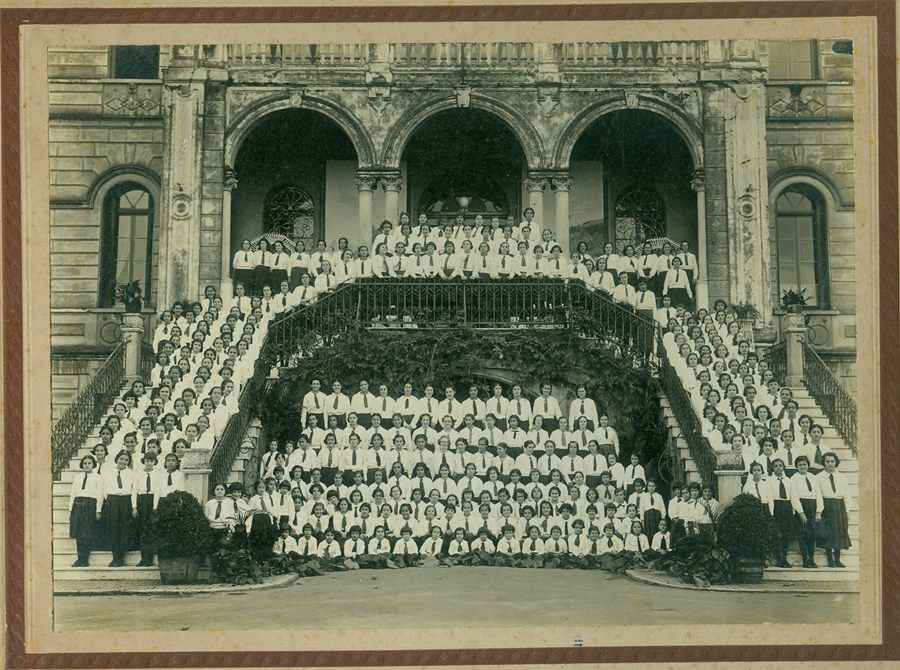
1935 - Alunas
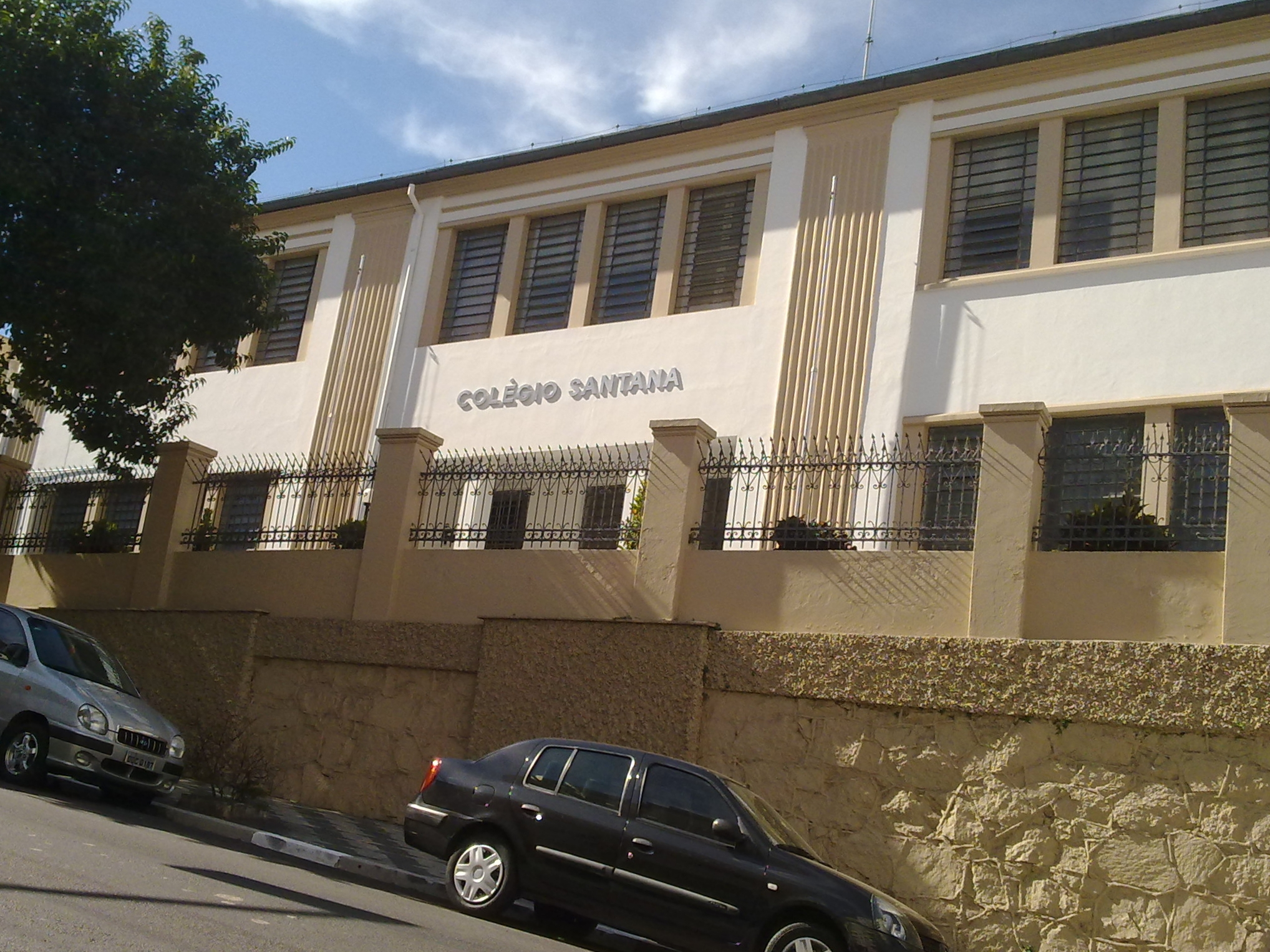
Anos 2010 - Fachada